# Dendrobium lowii
Dendrobium lowii är en orkidéart som beskrevs av John Lindley. Dendrobium lowii ingår i släktet Dendrobium, och familjen orkidéer. Inga underarter finns listade i Catalogue of Life.

## Bildgalleri

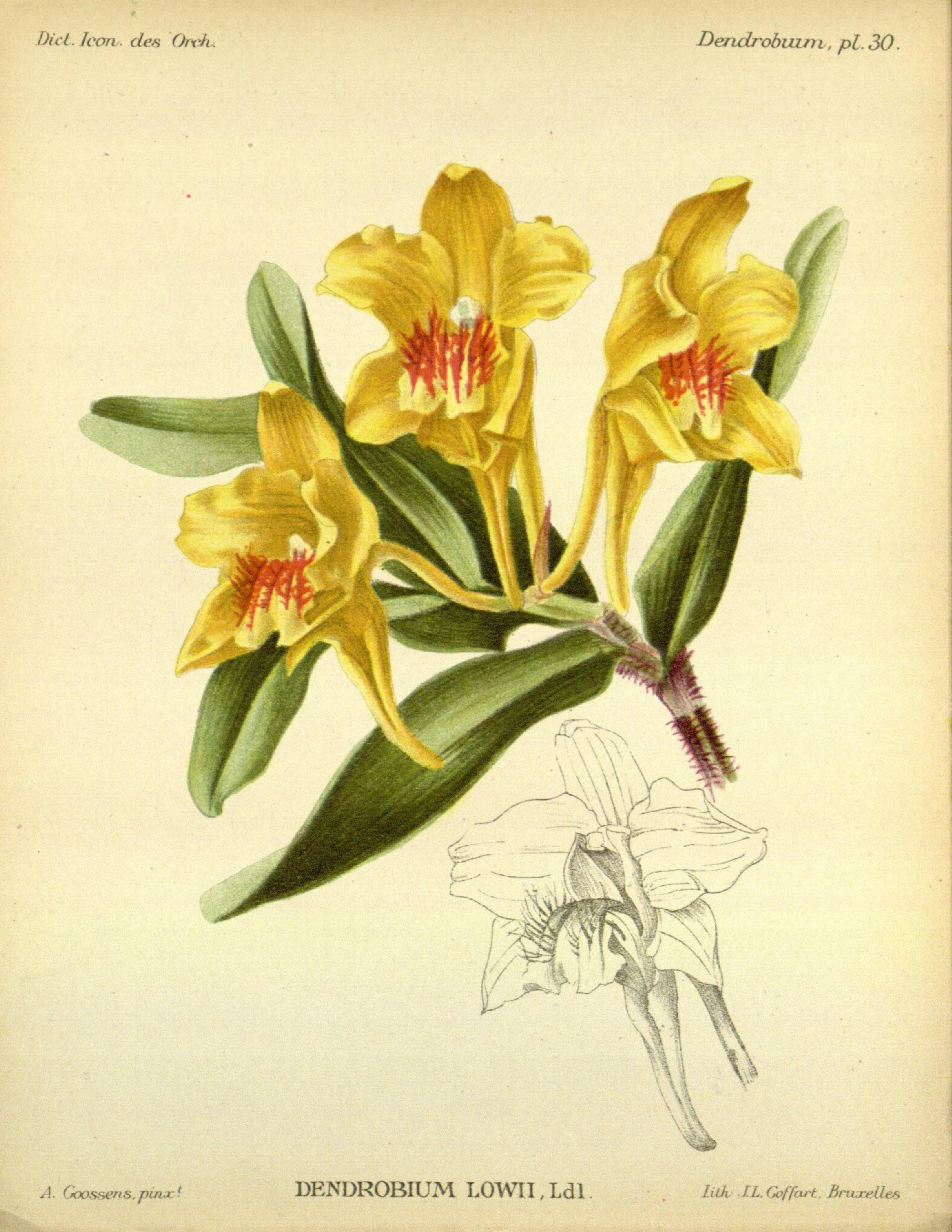